# Gerhard Naber
Gerhard Naber (* 1928; † 8. Dezember 2022) war ein deutscher Wasserbauingenieur.

## Leben
Gerhard Naber war von 1965 bis 1993 Technischer Geschäftsführer der Bodensee-Wasserversorgung und damit verantwortlich für eine der größten deutschen Fernwasserversorgungen für etwa vier Millionen Menschen in rund 320 Städten und Gemeinden mit Trinkwasser aus dem Bodensee. Er leitete unter anderen den Bau des 24 km langen Albstollens mit 2,25 m Durchmesser, der seinerzeit größten Tunnelbaustelle Europas.
Naber war von 1977 bis 1982 erster Präsident der Frontinus-Gesellschaft. Er war unter anderem Präsident des Deutschen Vereins des Gas- und Wasserfaches (DVGW) und Vorsitzender der Internationalen Arbeitsgemeinschaft der Wasserwerke.

## Ehrungen und Auszeichnungen
- Ehrenpräsident der Frontinus-Gesellschaft (1982)[4]
- Bunsen-Pettenkofer-Ehrentafel des DVGW (1994)[5]
- Ehrenmitglied Wasser Berlin e. V.

## Schriften
- Mechanischer Stollenvortrieb im Hartgestein, 1968[6]
- Zweckverband Bodensee-Wasserversorgung, 1970
- 25 Jahre Bodensee-Wasserversorgung (BWV): Entstehung, Bau und Betrieb, 1979, mit Fritz Schmidt
- Stromerzeugungsanlagen mit Turbinen und Serienpumpen in Fernleitungen dargestellt am Beispiel der Bodensee-Wasserversorgung, 1984 mit Karl Hausch
- Fernwasserversorgung: Dargestellt unter Berücksichtigung von technisch-naturwissenschaftlichen Entwicklungen und Erfahrungen bei der Bodensee-Wasserversorgung, Oldenbourg Wissenschaftsverlag 1995, ISBN 978-3-486-26345-9